# Loge (måne)
Loge  är en av Saturnus månar. Den upptäcktes av Scott S. Sheppard, David C. Jewitt, Jan Kleyna och Brian G. Marsden 2006, och gavs den tillfälliga beteckningen S/2006 S 5. Den heter också Saturn XLVI .
Loge är cirka 6 kilometer i diameter och har ett genomsnitt avstånd på cirka 23 065 000 kilometer från Saturnus. Det tar 1314 364 dagar för Loge att kretsa ett varv kring Saturnus. Loge har en lutning på 166,5° till ekliptikan (165,3° till Saturnus ekvator) i en retrograd riktning och med en excentricitet på 0,1390.
Loge namngavs i april 2007 efter jätten Loge i den nordiska mytologin, som härskade över elden. Namnet uttalas oftast  "Logi". 